# Kristen nationalism

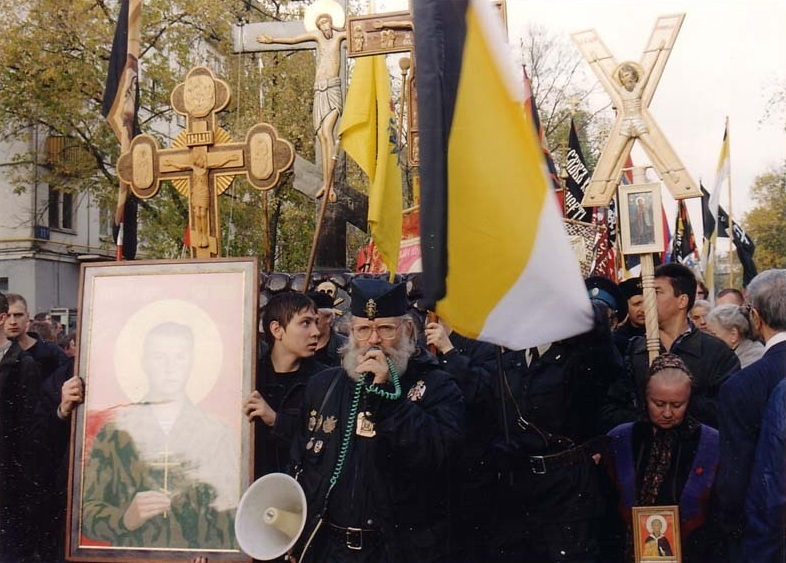
Den ortodoxa kristna nationalistiska rörelsen Ortodoxa fanbärarnas union genomför en procession i Moskva, Ryssland.

Kristen nationalism är ett begrepp som använts i vissa sammanhang för att beskriva rörelser som förenar nationalism och kristendom. Kristna nationalister fokuserar i första hand på intern politik, exempelvis krav på inrikes lagstiftning omkring kyrka och kristendom, kristna symboler och statyer i det offentliga rummet, utställning av julkrubba under julen eller det kristna korset på långfredagen.
I USA får kristna nationalister support från den kristna högern. Republikanen Marjorie Taylor Greene, som är Donald Trump-supporter och konspirationsvurmare, har beskrivit sig själv som en kristen nationalist.
Exempel på kristna nationalistiska rörelser är Sankt Sava-nationalismen, Serbisk aktion och Ortodoxa fanbärarnas union.